# Cima del Redentore
La Cima del Redentore est une montagne s'élevant à 2 448 m d'altitude à la limite de l'Ombrie et des Marches, dans l'Est de l'Italie centrale. Son sommet est le point culminant de l'Ombrie et un des plus élevés des monts Sibyllins qui font partie de la chaîne des Apennins.

## Géographie
La montagne fait partie du chaînon du Monte Vettore et se trouve aux confins des provinces de Pérouse et d'Ascoli Piceno.

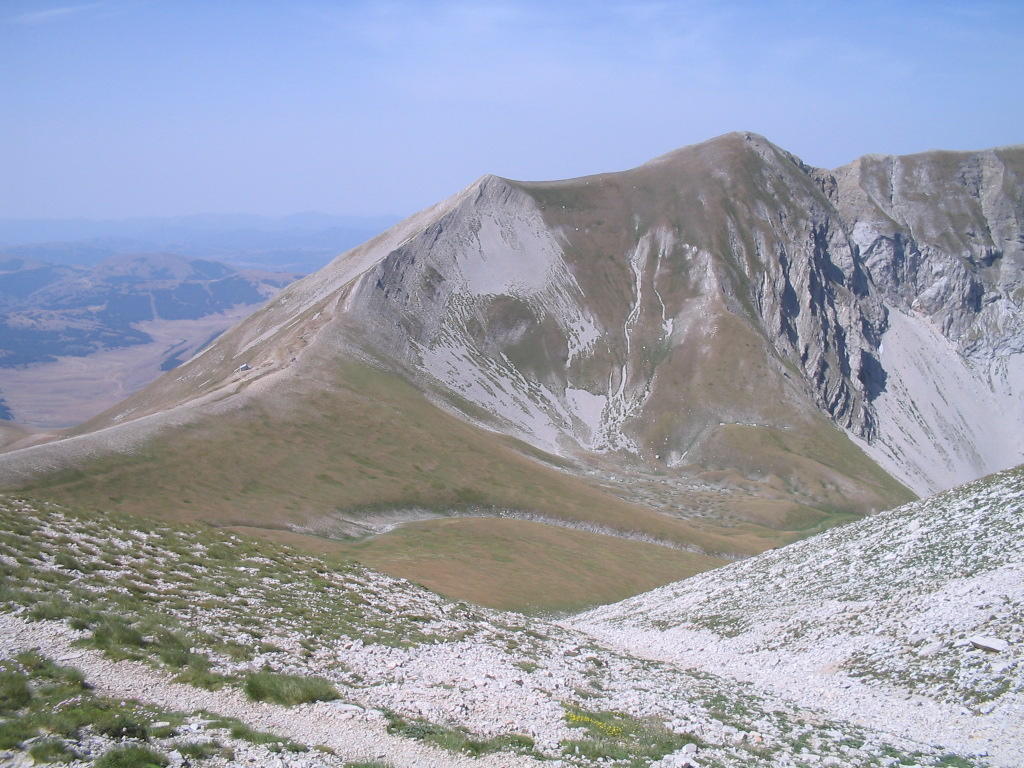
Vue de la Cima del Redentore depuis le Monte Vettore.